# Hemmo Silvennoinen
Hemmo Valio Silvennoinen, né le 6 mai 1932 à Kesälahti et décédé le 4 décembre 2002 à Vantaa, est un sauteur à ski finlandais.

## Biographie
Il représente les clubs Puijon Hiihtoseura et Helsingin Tovereita et fait partie d'une forte équipe de Finlande.
Pour sa première Tournée des quatre tremplins en 1954-1955, il se classe troisième à Garmisch-Partenkirchen-Partenkirchen, ainsi que deuxième à Oberstdorf, Innsbruck et Bischofshofen. Il s'offre ainsi la victoire finale, devenant le premier Finlandais à gagner ainsi que le premier vainqueur sans victoire d'étape. Le Finlandais enchaîne avec un succès sur la Semaine internationale du vol à ski à Oberstdorf.
En 1955-1956, il enlève sa première et seule manche de la Tournée des quatre tremplins à Garmisch-Partenkirchen, malgré avoir été initialement suspendu pour avoir consommé de l'alcool pour le Nouvel-An, puis reintégré, mais il s'agit de son dernier podium, réussissant au mieux à finir quatrième en 1961 par la suite. En 1956, il honore son unique sélection olympique à Cortina d'Ampezzo, pour finir dixième.
Il prend part à son ultime compétition majeure aux Championnats du monde 1962 à Zakopane, où il occupe le quatrième rang.

## Palmarès

### Jeux olympiques
| Épreuve / Édition | Cortina d'Ampezzo 1956 |
| Individuel        | 10e                    |

### Championnats du monde
| Épreuve / Édition | Épreuve / Édition | Zakopane 1962 |
| Petit tremplin    | Petit tremplin    | 4e            |

### Tournée des quatre tremplins
- Vainqueur de l'édition 1954-1955.
- 5 podiums dans des manches, dont 1 victoire.